# Podvorec
Podvorec (Podvoretz) est une localité de Croatie situé dans la municipalité de Breznica, dans le comitat de Varaždin, en Croatie. Au recensement de 2021, elle comptait 141 habitants.